# Estació de trens de Wecker
L'Estació de trens de Wecker (en luxemburguès: Gare Wecker; en francès: Gare de Wecker, en alemany: Bahnhof Wecker) és una estació de trens que es troba a Wecker a l'est de Luxemburg. La companyia estatal propietària és Chemins de Fer Luxembourgeois. L'estació està situada en el ramal ferroviari de la línia 30 CFL, que connecta la ciutat de Luxemburg amb l'est del país i amb Trèveris.

## Servei
Wecker rep els serveis ferroviaris pels trens de Regional Express (RE) i Regionalbahn (RB) amb relació a la línia 30 CFL entre Ciutat de Luxemburg i Wasserbillig, o Trèveris i Koblenz (Alemanya).